# Attaque de Koutougou (2023)
Pour les articles homonymes, voir Attaque de Koutougou.
Guerre du Sahel
Batailles
- Tlemss
- 1re Tilwa
- Tabankort
- Ouraren
- Adrar Bouss
- Agadez et Arlit
- Tchibarakaten
- Mangaïzé
- Tazalit
- 1re Bani Bangou
- 2e Tilwa
- Wanzarbé
- Abala
- Midal
- 1re Tongo Tongo
- 1re Ayorou
- 2e Tongo-Tongo
- Baley Beri
- 1re Inates
- 2e Inates
- Sanam
- Chinégodar
- 2e Ayorou
- 2e Bani Bangou
- Taroun
- Torodi
- Adabda
- Intagamey
- Koutougou
- Tabatol
- Takanamat
- Teguey
- Chatoumane

L'attaque de Koutougou a lieu le 10 août 2023, pendant la guerre du Sahel.

## Contexte
Le 26 juillet 2023, le président Mohamed Bazoum est reversé par un coup d'État et une junte militaire dirigée par le général Abdourahamane Tchiani prend le pouvoir. Le coup d'État est condamné par la Cédéao qui menace de lancer une opération militaire. La junte rappelle alors une partie de l'armée à Niamey et les attaques djihadistes se multiplient à la frontière malienne : Cinq personnes sont tués le 3 août près d'Anzourou ; 12 civils sont tués le lendemain dans les villages de Wabila et Hondobon, près de Kokorou ; cinq gardes nationaux sont tués le 9 août à Bourkou Bourkou, près Samira et six gardes nationaux et soldats des forces spéciales trouvent la mort le 13 août dans une embuscade à Sanam.

## Déroulement
Le 15 août 2023, en début d'après-midi, un détachement des Forces armées nigériennes tombe dans une embuscade djihadiste près de la localité de Koutougou, entre Boni et Torodi. 
L'attaque est revendiquée le 18 août par le Groupe de soutien à l'islam et aux musulmans.

## Pertes
Dans la soirée, le ministère de la Défense annonce qu'au moins 17 militaires ont été tués et 20 blessés, dont six gravement, lors de l'attaque,. Du côté des djihadistes, l'armée affirme que « deux colonnes de plus d'une cinquantaine de motos chacune » ont été « détruites, soit plus d'une centaine de terroristes neutralisés au cours de leur repli »,.
Le Groupe de soutien à l'islam et aux musulmans fait également état d'un bilan d'au moins 17 tués du côté des militaires nigériens et ne donne pas de bilan des pertes dans ses rangs. Il revendique également la prises d'armements divers dont un mortier et un petit drone.